# Anna Tumarkin

Anna Tumarkin (1899)

Anna Tumarkin (* 4.jul. / 16. Februar 1875greg. in Dubrowno, Russisches Kaiserreich, heute Belarus; † 7. August 1951 in Gümligen) war eine Schweizer Philosophin russisch-jüdischer Herkunft. Sie war weltweit die erste Professorin mit vollen akademischen Rechten an einer koedukativen Universität und die erste reguläre Privatdozentin der Schweiz.

## Leben

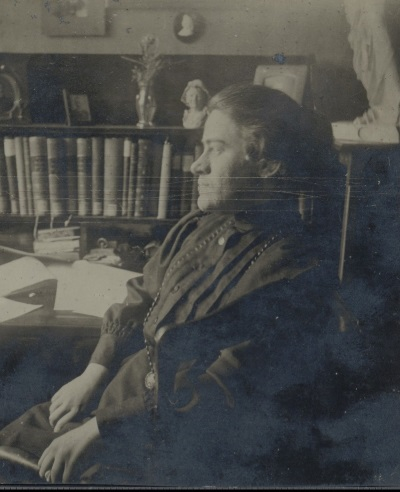
Anna Tumarkin (1910)

Anna Tumarkin, geboren als Anna-Ester Pawlowna Tumarkina (russisch Анна-Эстер Павловна Тумаркина, wiss. Transliteration Anna-Ėster Tumarkina), wuchs in einer jüdischen Kaufmannsfamilie in Chisinau auf, wo sie ihre Kindheit bis zur Sekundarschule verbrachte. Sie konnte ein Mädchengymnasium sowie ein Lehrerinnenseminar besuchen.
Im Oktober 1892, im Alter von 17 Jahren, ging Tumarkin für das Studium nach Bern. Sie wohnte in der Privatpension Villa Schauenberg in der Oberen Villette, wo kurze Zeit später Anna Hoff mit ihrer Tochter Ida einzog. Ida Hoff, die spätere erste Berner Schulärztin, wurde Tumarkins lebenslange Partnerin. Mit ihr teilte sie eine Wohn-, Grab- und Erbgemeinschaft.

### Studium
Am 1. November 1892 immatrikulierte sich Anna Tumarkin als 6947. Studierende an der Universität Bern. Sie studierte Germanistik bei Ludwig Hirzel und Samuel Singer, Geschichte bei Philipp Woker und Philosophie bei Ludwig Stein. Sie fiel ihren Dozenten durch ihre Intelligenz, ihren Fleiss und ihr selbständiges Denken auf. 1894 wurde Tumarkin für ihre Arbeit über die Beziehungen Johann Gottfried Herders zu Immanuel Kant mit einem der drei höchsten Seminarpreise ausgezeichnet.
Tumarkins Mitstudierende waren etwa Rosa Grimm, Chaim Schitlowsky, Mabel Kate Bode-Haynes, Johanna von Elberskirchen und Emma Graf.

### Promotion und Weiterbildung
Sie baute ihre preisgekrönte Arbeit zur Doktorarbeit aus und reichte ihre Dissertation Herder und Kant ein, mit Empfehlung ihres Doktorvaters und Mentors Ludwig Stein. Sie bestand die Examina in Philosophie, Neuhochdeutsch und Geschichte am 11. Juli 1895 glänzend und wurde mit summa cum laude promoviert. Ihre Dissertation wurde von Ludwig Stein im ersten Band seiner Schriftenreihe Berner Studien zur Philosophie und ihrer Geschichte publiziert.
Dr. phil. Anna Tumarkin exmatrikulierte sich am 23. Juli 1895 an der Berner Universität und besuchte ihre Familie in Chisinau. Auf Empfehlung ihres Mentors Ludwig Stein reiste sie anschliessend nach Berlin, wo sie am 30. November 1895 an der Friedrich-Wilhelms-Universität als Gasthörerin zugelassen wurde. Tumarkin setzte ihre Studien fort, vom Wintersemester 1895/96 bis Wintersemester 1897/98 beim Philosophen Wilhelm Dilthey und beim Germanisten Erich Schmidt und weiteren Dozenten, welche dazu ihre Genehmigung erteilten.
In Berlin wohnte sie an der Friedrichstrasse 45, damals eine belebte Wohn- und Geschäftsstrasse. Später wurde die Adresse als Checkpoint Charlie bekannt.

### Wissenschaftliche Karriere

#### Privatdozentin
Gegen Ende ihres dreijährigen Aufenthalts in Berlin entschied sich Tumarkin für eine wissenschaftliche Karriere in Bern, da die Aussichten für eine Habilitation erfolgversprechender waren als in Berlin. Sie bat den Berner Erziehungsdirektor Albert Gobat am 24. Mai 1898 um die Erlaubnis, an der Universität Bern dozieren zu dürfen. Allerdings wurde ihr beinahe zum Verhängnis, dass sie als Mädchen in Chisinau keine vollwertige Matur über klassische lateinische und griechische Bildung hatte ablegen dürfen. Kritiker in der Fakultät waren der Ansicht, dass es unzulässig sei, einer Person die Venia Docendi für Philosophie zu erteilen, welche die Klassiker nicht im Original lesen könne. Trotzdem arbeitete sie an ihrer wissenschaftlichen Spezialuntersuchung über das Associationsprinzip in der Geschichte der Ästhetik weiter und reichte sie als Habilitationsschrift ein. Diese wurde später in Ludwig Steins internationaler Publikationsreihe Archiv für Geschichte der Philosophie aufgenommen.
Am 6. Juni 1898 wurde Tumarkin, die sich inzwischen die fehlende Vorbildung eifrig aneignete, einstimmig zur Probevorlesung und zum Kolloquium zugelassen. Daraufhin reiste sie von Berlin nach Bern zurück und hielt am 15. Juni 1898 ihre Probevorlesung zum Begriff der inneren Form in der Ästhetik. Nach dem anschliessenden Kolloquium unter der Leitung von Ludwig Stein und Oskar Walzel wurde ihr die Venia Docendi erteilt, allerdings mit dem Zusatz "insbesondere der Aesthetik", welcher Lehrbefugnis einschränkte. Ihre Antrittsvorlesung zum Thema Goethe über das Wesen des Dramas fand am 29. Oktober 1898 statt. Dass eine Frau zur Vorlesung antrat, war gemäss Medien "ein sensationelles Ereignis".
Nun war Anna Tumarkin mit nur 23 Jahren die erste Dozentin der Philosophie in Europa und die erste reguläre Privatdozentin der Schweiz, nachdem Emilie Kempin-Spyri ihre Dozentur 1891 in Zürich nur mit einer Sondergenehmigung (ad personam) erhalten hatte.

#### Senatorin
In ihrer ersten Lehrveranstaltung am 4. November 1898 sassen neun Männer und 15 Frauen, darunter Ernst Schürch, ihre frühere Kommilitonin Emma Graf und Anna Hoff, die Mutter von Ida. Nur gerade 15 waren zahlende Studierende. Als Privatdozentin lebte sie von den sogenannten Kolleggeldern, die spärlich flossen, nachdem der Reiz des Neuen, nicht obligatorische Kurse bei einer Frau zu besuchen, nachgelassen hatte. Tumarkins Einkünfte reichten demnach nicht, ihren Lebensunterhalt zu bestreiten. Am 19. Juli 1903 legte sie deshalb Rechenschaft über ihre bisherige Lehrtätigkeit ab und stellte beim Regierungsrat das Gesuch, ihr einen Grundlohn zu bewilligen, wie dies für dozierende Lehrbeauftragte des Kantons bereits vorgesehen war. Nachdem die Fakultät und dann auch die kantonale Finanzdirektion grünes Licht gegeben hatten, erhielt Tumarkin ab dem 1. Januar 1905 ein Dozentenhonorar von jährlich 580 Franken. Diese noch so bescheidene Besoldung hatte Konsequenzen: Tumarkin wurde als ein Honorar beziehende Dozentin gemäss Hochschulgesetz von 1834 Mitglied im Senat und gehörte damit dem Spitzengremium der koedukativen Universität Bern an. Anna Tumarkin wurde am 17. Februar 1905 von ihrem damaligen Lehrer und Rektor Philipp Woker anlässlich ihrer Begrüssungsvisite offiziell begrüsst. Sie war weltweit die erste Senatorin.

#### Titularprofessorin
Dieser zweite Schritt auf der Karriereleiter gelang Anna Tumarkin, nachdem ihr die Fakultät auf Antrag ihres Mentors, Dekan Stein, die volle Lehrbefugnis erteilte. Von Oskar Walzel unterstützt, empfahl Stein an der nächsten Fakukultätssitzung, Tumarkin den Titel "Professor" zu verleihen. Dies wurde durch den Regierungsrat am 26. Mai 1906 gutgeheissen. Im Ausland gab es bereits Professorinnen, ohne dass man ihnen jedoch entsprechende Funktionen und Rechte auf Universitätsstufe gewährt hatte. Im Gegensatz dazu war die junge Philosophin auf regulärem Weg Stufe um Stufe emporgestiegen, hat auf gleichberechtigtem Weg Karriere gemacht und die gleichen Rechte im Universitätsleben zuerkannt erhalten wie ihre Kollegen.

#### Extraordinaria
Am 17. Dezember 1908 beantragte Anna Tumarkin der Erziehungsdirektion, sie zur Extraordinaria zu befördern. Nachdem die Fakultät das weitergeleitete Gesuch zur Annahme empfahl, beförderte der Berner Regierungsrat Anna Tumarkin am 3. Februar 1909 zur ausserordentlichen Professorin für das ganze Gebiet der Philosophie mit besonderer Berücksichtigung der Ästhetik. Die Beförderung brachte es mit sich, dass sie nun Sitz und Stimme im Leitungsgremium der Fakultät bekam. Tumarkin nahm am 1. März 1909 zum ersten Mal an einer Sitzung der Gesamtfakultät teil, die sowohl die natur- als auch die geisteswissenschaftliche Abteilung vertrat. Als Fakultätsmitglied war es ihre Hauptaufgabe, Studierende zu promovieren und Probanden zu habilitieren. Sie war also die erste Frau in Europa, die das Recht hatte, Dissertationen und Prüfungen abzunehmen. Eine zusätzliche Besoldung gab es keine, ihr gelang es erst nach langem Ringen, dass der Regierungsrat ihr ab 1. Januar 1917 wenigstens ein Gehalt von 2000 Franken zusprach.
Am 15. November 1910 prüfte sie ihren ersten Kandidaten, Gustav Falter, der Privatdozent werden wollte. An der Fakultätssitzung unterlag sie in der Diskussion um die Bewertung seiner Arbeit, Falter wurde nicht habilitiert. Ein halbes Jahr später präsentierte sie als Doktormutter ihre eigenen Studierenden. Die erste von einer Frau promovierte Person war die Ukrainerin Chava (Eva) Schapira. Tumarkin prüfte in den 32 Jahren ihrer Lehrtätigkeit insgesamt 13 Doktorierende, darunter die Schweizer Heinrich Barth (1913), Fritz Marti (1920), Gustav Emil Müller (1923) und Hans Strahm (1929). Gegen Ende ihrer Karriere promovierte Anna Tumarkin 1926 auch die Deutsche Johanna Dürck (1902–1991) und 1942 die Schweizerin Lina Bärtschi († 1984).
Der vierte Karriereschritt zur Ordinaria wurde Tumarkin verwehrt. Sie bewarb sich am 23. Januar 1910 als einzige Frau neben dreissig Männern auf die Nachfolge von Ludwig Stein. In ihrem Bewerbungsschreiben fügte sie an, dass sie im Wintersemester 1906/07 in Vertretung Steins das philosophische Seminar geleitet und sie ihn bei Doktorpromotionen und Lehrveranstaltungen vertreten habe. Die Berufungskommission empfahl der Fakultät trotz Tumarkins Leistungen, sie der Erziehungsdirektion nicht als Nachfolgerin ihres Doktorvaters vorzuschlagen. Die Kommission war "gegen die Besetzung einer so exponierten Stellung mit einer Dame" und begründete dies damit, dass Tumarkins Schaffenskraft nicht mit der ihrer männlichen Mitbewerber mithalten könne und sie bisher mit keinem grösseren philosophischen Werk aufgefallen sei. Ihr Fachkollege Richard Herbertz wurde schliesslich als ordentlicher Professor für Allgemeine Philosophie im April 1910 mit einer Jahresbesoldung von 5000 Franken gewählt.
Mit ihrer Gesundheit ging es Ende der 30er-Jahren bergab. Anna Tumarkin liess sich 1939 zum fünften und letzten Mal für sechs Jahre als Professorin wiederwählen. In den 1940er Jahren erkrankte Tumarkin an Elefantiasis und beantragte 1943 aus gesundheitlichen Gründen die Pensionierung. Die Abschiedsfeier der Fakultät fand am 16. Juli 1943 statt. Offiziell wurde sie unter Verdankung der geleisteten Dienste per 1. Oktober 1943 aus ihrem Amt entlassen. Tumarkin kehrte zwar im Winter 1944/45 ein letztes Mal als Extraordinaria an die Universität Bern zurück, wo sie neun Zuhörenden von der Schweizerischen Philosophie im Zeitalter der Aufklärung berichtete. Ihren letzten Auftritt an der Alma Mater Bernensis hatte sie am 27. Februar 1945.
Sie starb 1951 nach langer Krankheit in einem Gümliger Pflegeheim. Tumarkins Nachlass liegt im Staatsarchiv Bern.

### Schweizerin
Durch die politischen Wirren in ihrer vormals russischen Heimat staatenlos geworden, bewarb sich Tumarkin 1921 im Alter von 46 Jahren erfolgreich für das Schweizer Bürgerrecht. Sie erhielt es zuerst auf Bundes- und Kantonsebene und am 28. November 1921 wurde sie schliesslich Bernerin.
Die dankbare Philosophin beschäftigte sich in mehreren Aufsätzen mit der Schweiz, etwa mit ihrer Arbeit über den verkannten Schweizer Ästhetiker Johann Georg Sulzer oder mit ihrem Buch Wesen und Werden der schweizerischen Philosophie. In ihrem Artikel Ein Blick in das Geistesleben der Schweizer Frauen einst und jetzt, hielt Tumarkin fest, dass "dieses weniger durch allgemeine Zeitströmungen und herrschende Theorien bestimmt werde als durch eigene unabweisbare Lebensbedürfnisse".
Im Zweiten Weltkrieg stellte sie sich in den Dienst der Geistigen Landesverteidigung. In einer Sendereihe von Radio Beromünster über den «Anteil der Schweiz an der Entwicklung der Wissenschaft» sprach sie 1940 über den Anteil der Philosophie an der Entwicklung der Schweiz. Darin betonte sie die Bodenhaftung schweizerischer Gedankenspiele und vertrat die Meinung, «dem Schweizer ist die Philosophie nicht etwas Spekulatives, sondern etwas Tätiges, etwas, das sich auf allen Gebieten des Lebens und der Forschung auswirkt».

### Frauenbewegung
Für Tumarkin war das Engagement der Schweizer Frauen untereinander erst schwer nachvollziehbar, da in Russland Frauen und Männer als Revolutionäre gemeinsam gegen den Absolutismus kämpften. So lernte sie die feministische Solidarität erst mit der Zeit schätzen und erkannte dann auch die Wichtigkeit der Forderung nach politischer Gleichberechtigung. Sie verstand, dass die Frauen die Ungerechtigkeit des fehlenden Stimm- und Wahlrechts vor allem deshalb empfanden, weil sie dadurch in ihrer tatkräftigen Hilfe für ihre Mitmenschen zurückgebunden wurden.
Sie arbeitete 1928 an der 1. Schweizerischen Ausstellung für Frauenarbeit (SAFFA) in der Gruppe "Wissenschaft, Musik und Literatur" mit, die von ihrer ehemaligen Kommilitonin Eugénie Dutoit geleitet wurde. Zusammen mit ihrer früheren Schülerin, der Bibliothekarin Dr. Julia Wernly (1879‒1946), erarbeitete Tumarkin den zweisprachigen Sonderkatalog Verzeichnis der Publikationen von Schweizerfrauen. und machte sie damit erstmals der Öffentlichkeit zugänglich. Darin erwähnt wurden etwa Hortensia Gugelberg von Moos, Josephine Stadlin und Julie Bondeli, ebenso Madame de Staël, Sibylle Merian sowie Johanna von Aarberg.
Anna Tumarkin setzte sich 1929 für die nationale Petition ein, die das volle Stimm- und Wahlrecht für Frauen verlangte.

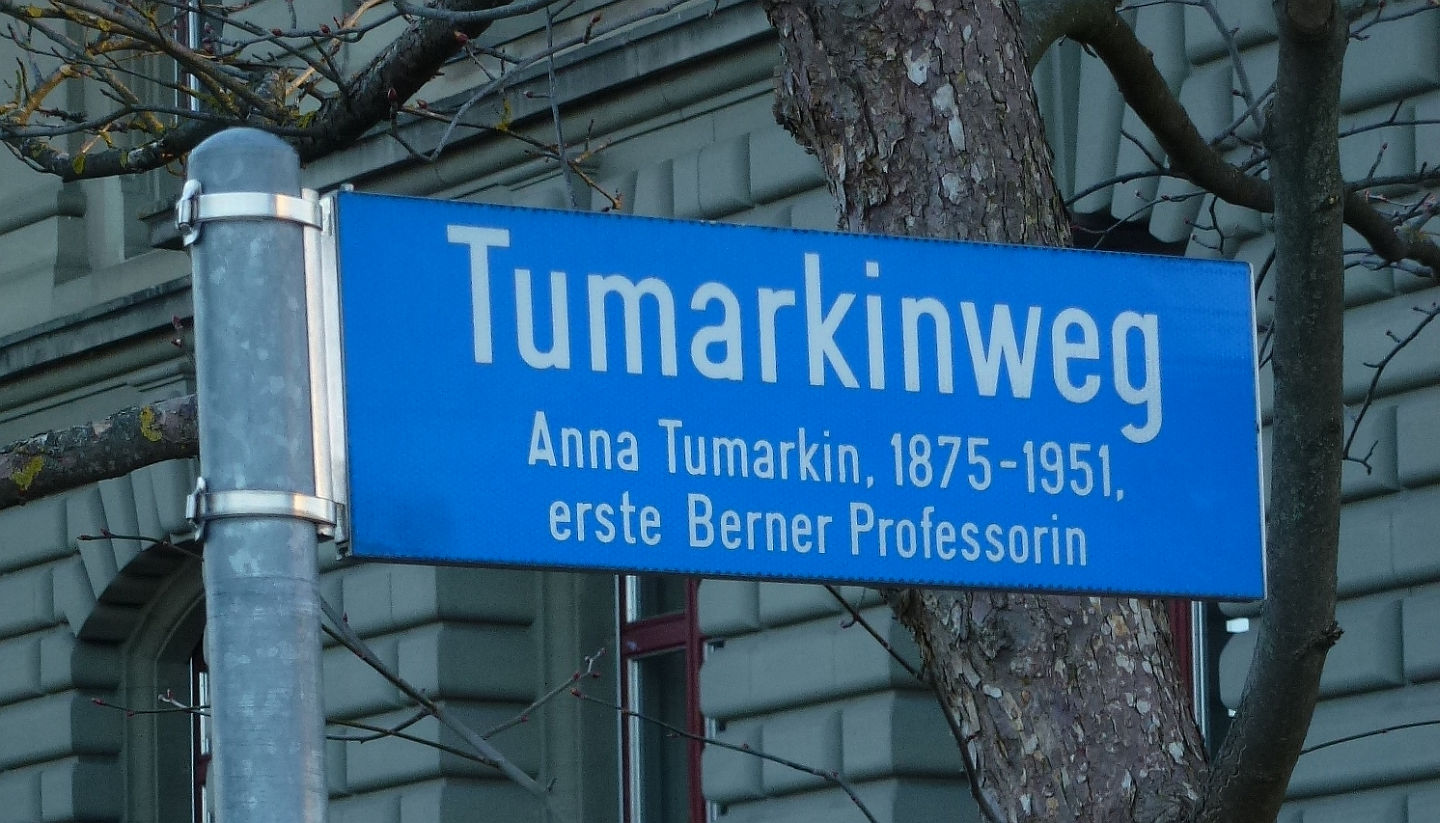
Tumarkinweg

## Ehrungen und Auszeichnungen

### Theodor-Kocher-Preis
Für ihre philosophischen Arbeiten wurde sie am Dies academicus vom 28. November 1936 in Bern mit dem Theodor-Kocher-Preis ausgezeichnet.

### Tumarkinweg
Im Jahr 2000 wurde in Bern zu ihren Ehren der Tumarkinweg benannt, ein Fussweg, der an ihrem ehemaligen Vortragszimmer im Hauptgebäude der Universität Bern vorbeiführt.

### Anna Tumarkin Lectures
An der Universität Bern finden zu Ehren von Anna Tumarkin seit 2022 die «Anna Tumarkin Lectures in Philosophy» statt, die alle zwei Jahre einer herausragenden Philosophin die Gelegenheit geben sollen, ihre aktuelle Arbeit einem breiteren Publikum vorzustellen.

### Jubiläumsanlass
Anlässlich ihres 150. Geburtstags am 16. Februar 2025 ehrte die Universität Bern Anna Tumarkins Verdienste mit einer Veranstaltung in der Aula. Die erste Rektorin der Universität, Virginia Richter, eröffnete den Jubiläumsanlass. Der Abend wurde von der Autorin und Philosophin Barbara Bleisch moderiert.
In ihrem 2025 erschienenen Buch über diese weltweite Pionierin zeichnet die Historikerin Franziska Rogger den Lebenslauf der gebürtigen Moldawierin vor dem Hintergrund der Zeitgeschichte auf und erläutert die Hintergründe der mutigen Entscheidungen der Universität Bern im Zusammenhang mit Tumarkins Karriere.

## Werke
- Herder und Kant (= Berner Studien zur Philosophie und ihrer Geschichte. Band 1). Siebert, Bern 1896 OCLC 729054116 (Dissertation Universität Bern, 1895, 110 Seiten).
- Spinoza. Acht Vorlesungen gehalten an der Universität Bern. Quelle & Meyer, Leipzig 1908.
- Die romantische Weltanschauung. Haupt, Bern 1920.
- Prolegomena zu einer wissenschaftlichen Psychologie. Meiner, Leipzig 1923 (Digitalisat).
- Die Methoden der psychologischen Forschung. Teubner, Leipzig 1929.
- Der Ästhetiker Johann Georg Sulzer (= Die Schweiz im deutschen Geistesleben. Band 79/80). Huber, Frauenfeld / Leipzig 1933, DNB 362914885.
- Wesen und Werden der schweizerischen Philosophie. Huber, Frauenfeld 1948.